# Fuglsang Kunstmuseum

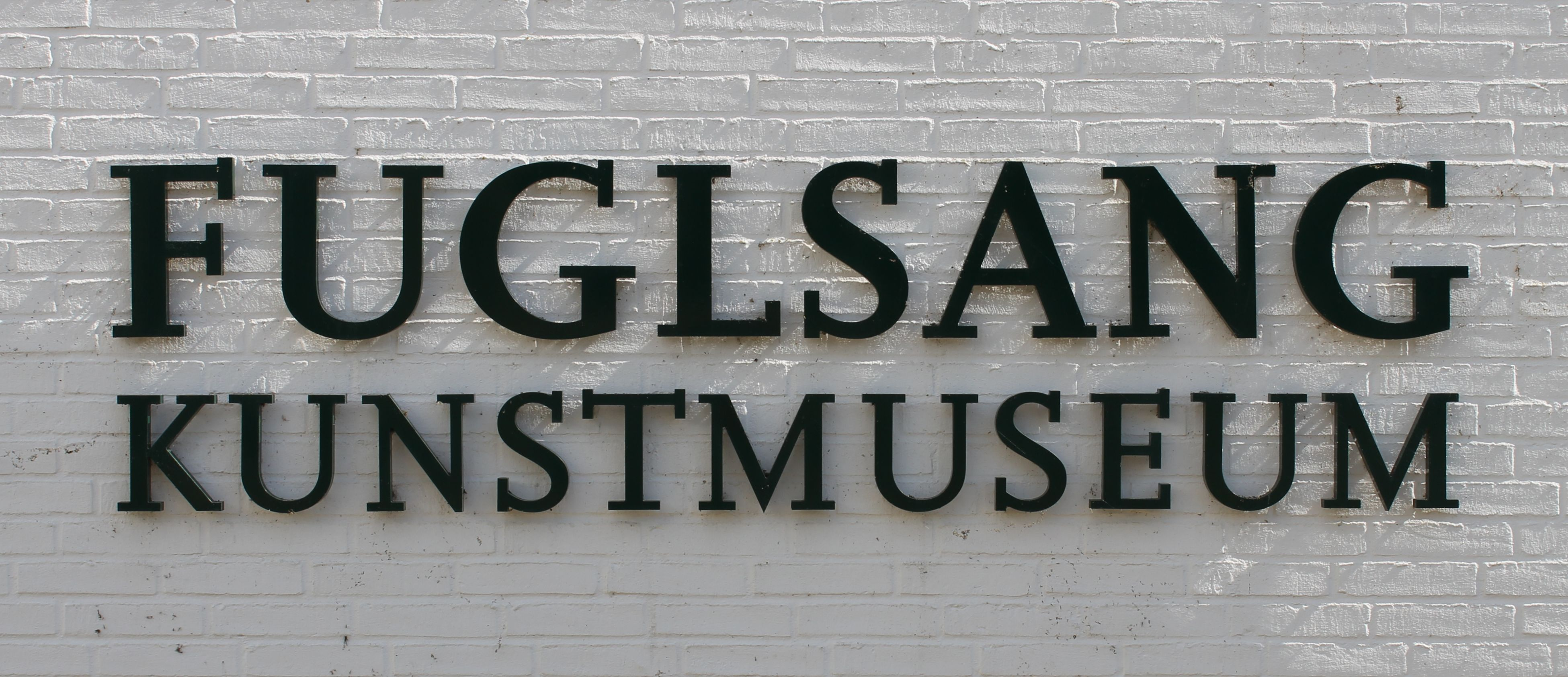
Schriftzug

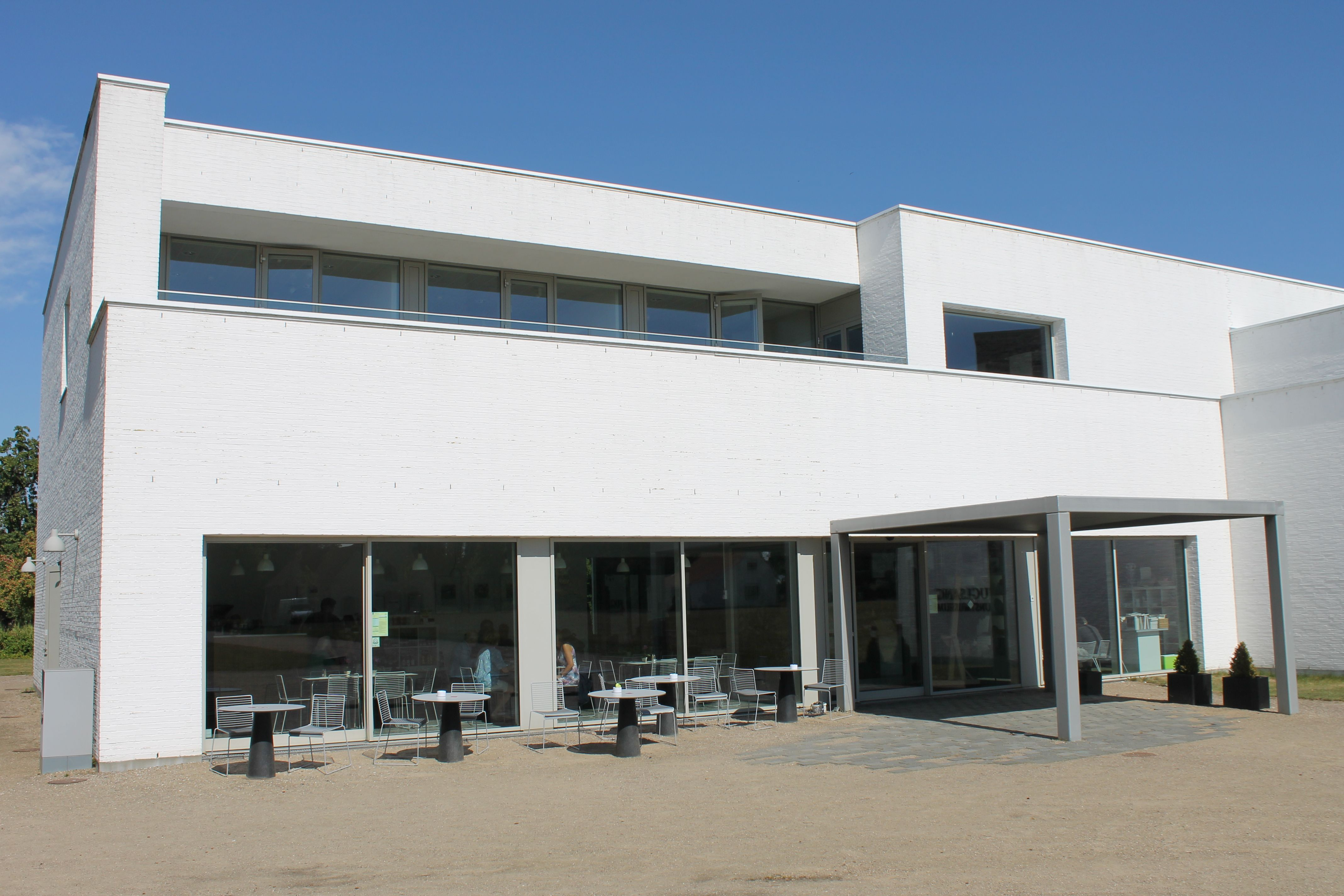
Haupteingang, links das Museumscafé

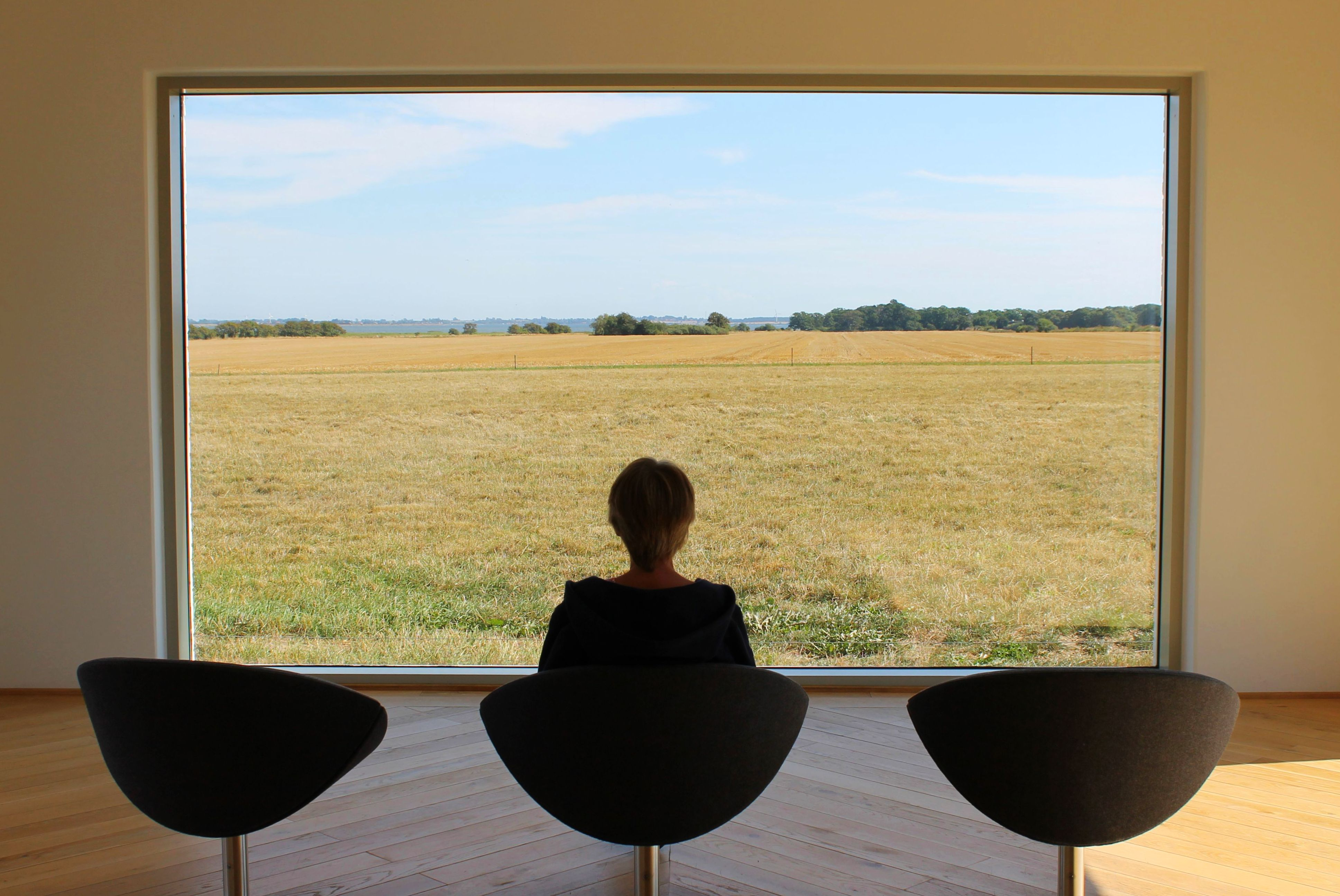
Panoramafenster mit Blick auf den Guldborgsund

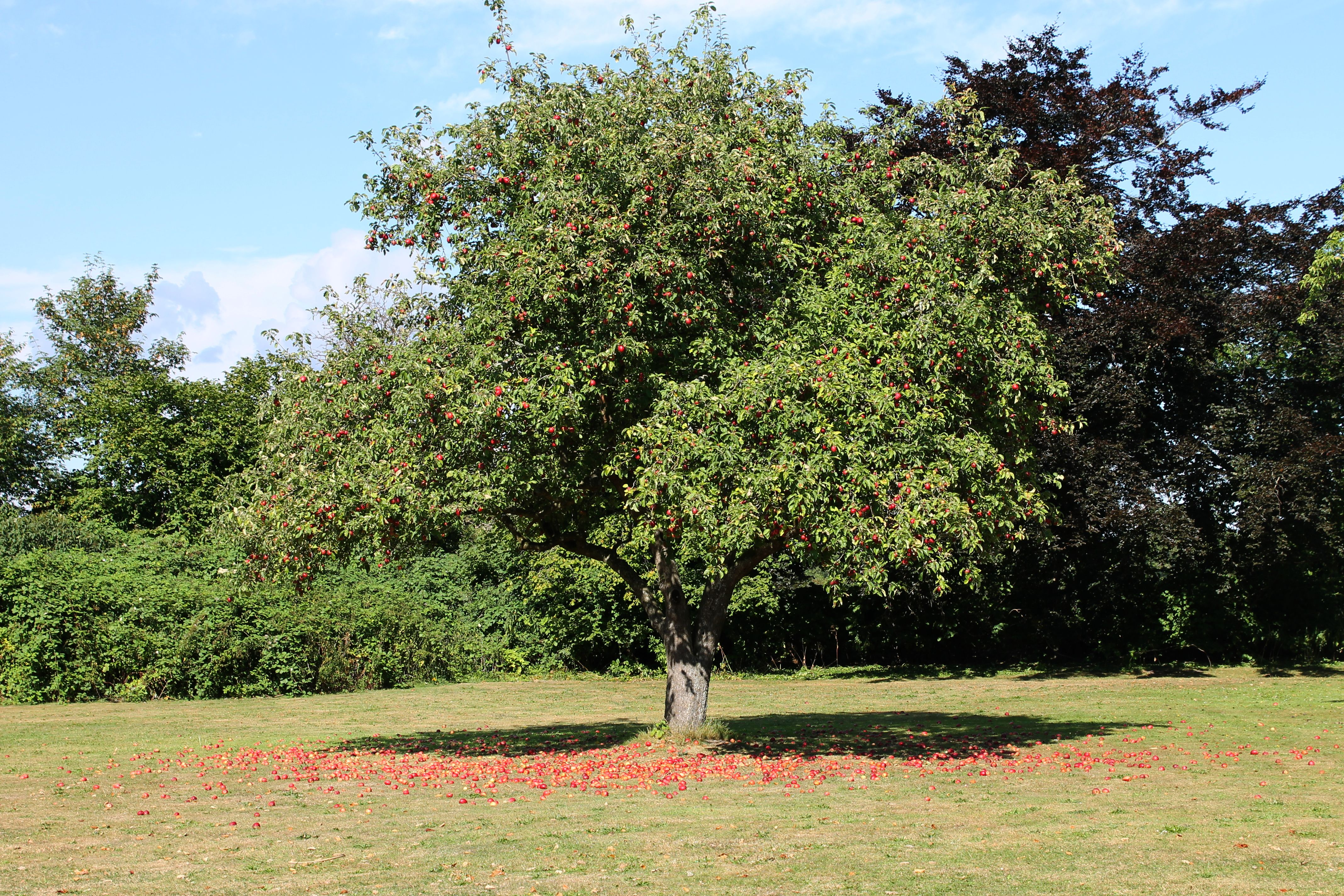
Museumspark als Naturlandschaft: Apfelbäume im Park

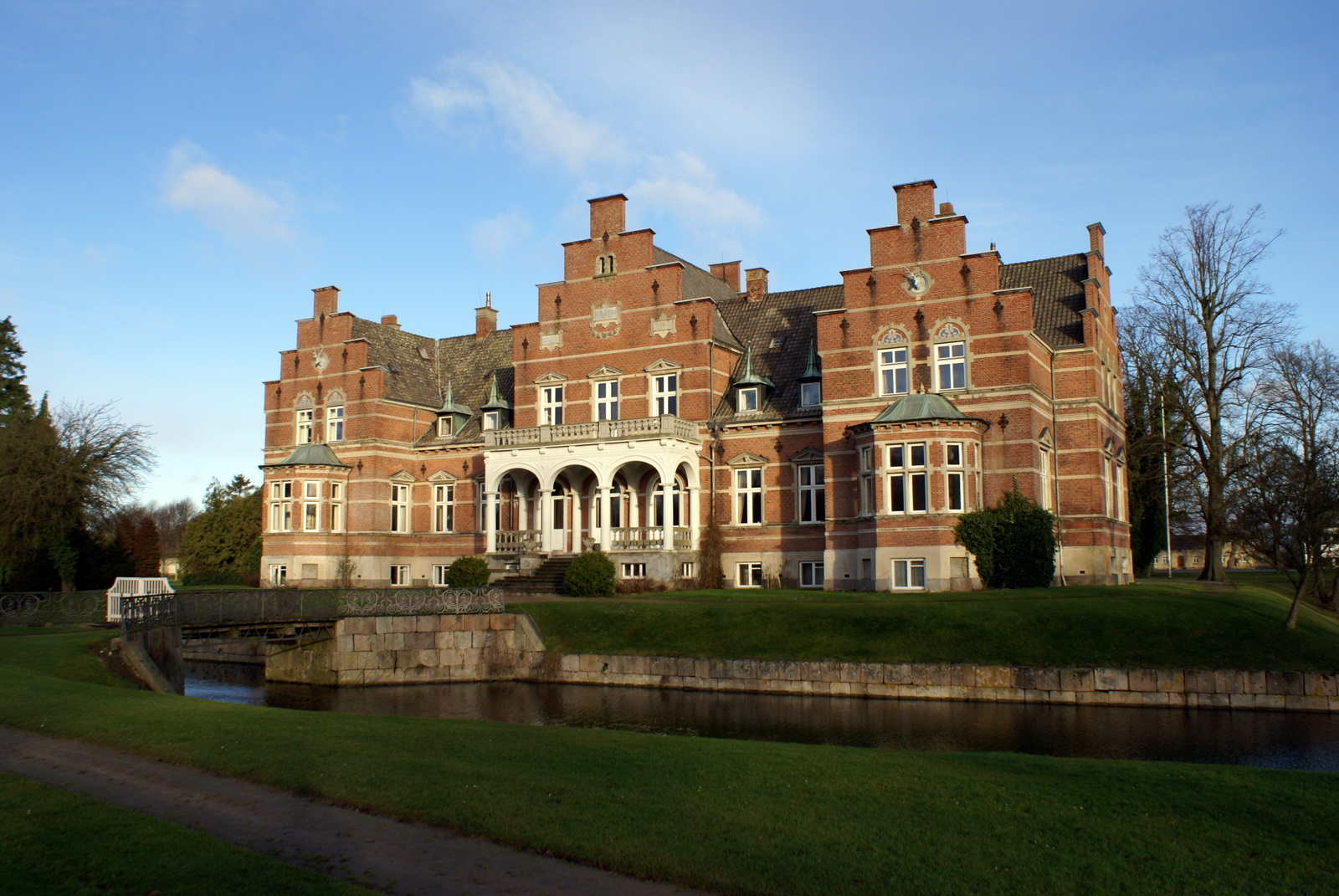
Herrenhaus Fuglsang

Das Fuglsang Kunstmuseum [fuːlsɑŋˀ] ist ein Museum für dänische Malerei und Skulptur in Toreby am Guldborgsund auf der Insel Lolland. Die Sammlung wurde 1890 als Teil des Lolland-Falster Stiftsmuseums begründet und umfasst heute Gemälde, Aquarelle, Grafik und Plastik dänischer Künstler vom Ende des 18. Jahrhunderts bis in die Gegenwart. Der Schwerpunkt liegt auf dem Zeitraum 1890 bis 1950. Das Fuglsang Kunstmuseum präsentiert regelmäßig Sonderausstellungen.
Das Ausstellungsgebäude wurde 2006/07 nach Entwürfen des britischen Architekten Tony Fretton errichtet. Es liegt in unmittelbarer Nachbarschaft zum Herrenhaus Fuglsang, dessen Name das Museum 2007 angenommen hat.
Im Museumskuratorium sind die Kommunen Guldborgsund, Lolland und Vordingborg vertreten. Etwa die Hälfte des Budgets stammt aus staatlichen und kommunalen Zuschüssen.

## Fuglsang Kunstmuseum (seit 2008)

### Planungen
Die Absicht, ein neues Museum zu bauen, gab es seit längerem, aber eine Realisierung dieses Projektes konnte erst beginnen, als die Realdania-Stiftung 2003 die Bereitstellung einer Summe von 50 Mill. DKK (etwa 6,7 Mill. €) zum Bau eines Museums auf dem Fuglsang-Anwesen ankündigte. Daraufhin sagten die Region (Storstrøms Amt) und die EU weitere Gelder zum Bau und Betrieb des Museums zu. Det Classenske Fideicommis, die im Besitz des Fuglsang-Anwesens war, war bereit, einen Teil des Anwesens kostenlos für den Museumsbau zur Verfügung zu stellen. Weitere Unterstützung kam vom seit Mitte des 19. Jahrhunderts bestehenden Kulturcenter Fuglsang.
Ab 2004 erfolgte die Planung und das Bauvorhaben durch einen dafür gegründeten Bygningsfond, der auch der derzeitige Eigentümer des Museums ist. Mit den Vorgaben der Museumsdirektion – drei verschiedene Touren für die verschiedenen Bedürfnisse der Besucher – wurde das Bauprojekt Ende Dezember 2004 ausgeschrieben. Es gingen ein Schweizer, ein britischer und drei dänische Architekturvorschläge ein. Im Mai 2005 wurde das einstimmige Ergebnis des Entscheidungskomitees bekanntgegeben und der englische Architekt Tony Fretton erhielt den Auftrag für das neue Fuglsang Kunstmuseum, dessen Bau am 7. Mai 2006 begann, 2007 abgeschlossen und am 26. Januar 2008 in der Gegenwart von Königin Margrethe II. der Öffentlichkeit übergeben wurde.

### Gebäude und Park
Das von Fretton entworfene flache, in Ost-West-Richtung gestreckte Gebäude hat eine Grundfläche von 2.500 Quadratmetern. Die Fassade besteht aus weiß getünchten Ziegeln, drei quadratische Oberlichter sind mit grauen Ziegeln gemauert. Im Westen neben dem Museum steht die ehemalige Schmiede und Scheune, nach Osten bis hinunter zum Guldborgsund erstreckt sich Ackerland.
Etwa 300 Meter im Südsüdwesten liegt in einem 30 Hektar großen Park das von einem Wassergraben umgebene Herrenhaus Fuglsang, das der Gutsbesitzer Rolf Viggo de Neergaard (1837–1915) im Jahr 1869 errichten ließ. 1885 heiratete er Bodil Hartmann (1867–1959), die Tochter des dänischen Komponisten Emil Hartmann. Auf dieses musik- und kunstbegeisterte Ehepaar geht die Gründung des noch heute bestehenden Kulturcenter Fuglsang zurück.
Für die Architektur und die gelungene Integration in die Landschaft erhielt das Fuglsang Kunstmuseum 2009 den RIBA European Award und wurde im selben Jahr für den Stirling-Preis nominiert.

#### Räume
Vor dem Eingang des Museums befindet sich eine überdachte, offene Würfelstruktur aus Metall. Der Eingangsbereich ist durch Glasscheiben vom Boden bis zur Decke hell und transparent. Im öffentlich zugänglichen Foyer links befindet sich ein kleines Café, rechts liegt der Empfang mit Kasse und dem Museumsladen. Im Foyer befinden sich auch die sanitären Anlagen und die Garderobe. Auf der Nordseite des Erdgeschosses, hinter dem Café, liegen ein kleiner Vortragsraum und ein Kunstlehrsaal. Hinter dem Empfang führt eine Treppe in den ersten Stock zur Bibliothek und den Büroräumen für das Personal.
Durch eine Glastür gelangt man von Foyer in einen breiten Korridor, der sich durch das ganze Gebäude zieht und an dessen Stirnseite ein freier Ausblick auf die umgebende Natur durch drei Panoramascheiben nach Osten, Süden und Westen möglich ist.
Auf beiden Seiten des Korridors, in dem sich auch Ausstellungsstücke befinden, sind die Ausstellungsräume angelegt:

Auf der Südseite liegen fünf kleine, fensterlose Galerien, die von der Architektur des neben dem Museum liegenden Fuglsang Herregård inspiriert sind. In den ersten drei Räumen, die durch die von außen sichtbaren, grau ummauerten Oberlichter erhellt werden, sind Arbeiten von individuellen Künstlern aus der Zeit von 1780 bis 1900 ausgestellt.

Auf der Nordseite des Korridors befinden sich zwei große Ausstellungsräume, die teilweise durch Dachfenster von oben erhellt sind.

## Kunstsammlung
Das Fuglsang Kunstmuseum hat eine bedeutende und stetig erweiterte Sammlung dänischer Kunst vom Ende des 18. Jahrhunderts bis in die Neuzeit. Derzeit umfasst die Sammlung 3573 Werke von 806 Künstlern.

### Gemälde
Wenige Gemälde stammen aus der Periode vom Ende des 18. bis in die späte Mitte des 19. Jahrhunderts. Hierzu gehören Werke der dänischen Nationalromantik (Guldalder) von Wilhelm Bendz (1804–1832), Lorenz Frølich (1820–1908; Historienmaler), Johan Thomas Lundbye (1818–1848; Landschaftsmaler) und P. C. Skovgaard (1817–1875).
Der Schwerpunkt der Sammlung umfasst Gemälde vom Ende des 19. bis in die erste Hälfte des 20. Jahrhunderts. Hierzu gehören auch die Skagen-Maler. Eine (nicht vollständige) Auswahl weiterer Maler umfasst Ludvig Abelin Schou (1838–1867; Mythologie- und Porträitmaler), Theodor Philipsen (1840–1920; Tier- und Naturmaler), Kristian Zahrtmann (1843–1917; Naturalismus, Realismus, Historienmaler), Peter Alfred Schou (1844–1914; Portrait- und Stimmungsmaler, „Fünenmaler“), L. A. Ring (1854–1933, Stimmungs- (Dorfleben) und Landschaftsmaler), Joakim Skovgaard (1856–1933; Landschafts- und Genremaler, religiöse Themen), Anna Ancher (1859–1935; „Skagenmalerin“), Vilhelm Hammershøi (1864–1916; Vertreter des dänischen Symbolismus), Oluf Hartmann (1879–1910, Bruder von Bodil Hartmann; malte Themen um Fuglsang, dänischer Modernist), viele Gemälde von Olaf Rude (1886–1957; Naturmaler, dänischer Modernist, „Bornholmmaler“), Ole Kielberg (1911–1985; Natur- und Landschaftsmaler) und Sven Dalsgaard (1914–1999; Vertreter der Moderne, des Naturalismus und Surrealismus und der Symbolik).

### Plastik
Das Museum hat einen Bestand von mehr als 200 Skulpturen, meist kleinere Formate (Statuetten, Büsten etc.) vom Ende des 19. Jahrhunderts bis etwa 1950; der Schwerpunkt liegt auf den Jahren 1930–1950. Werke von Gottfred Eickhoff (1902–1982) sind am häufigsten vertreten.

### Kunstwerke auf Papier
Das Museum hat knapp 3.000 Zeichnungen und Aquarelle in seiner Sammlung. Der Schwerpunkt sind Arbeiten aus dem 20. Jahrhundert, besonders die Arbeiten des Grafikers Palle Nielsen sind sehenswert.

## Entstehungsgeschichte
Das Fuglsang Kunstmuseum hat in den 125 Jahren seines Bestehens unter verschiedenen Namen firmiert. Von 1890 bis 2007 befand sich das Museum in Maribo. 2008 eröffnete es an seinem neuen Standort an der Ostküste der Insel Lolland.

### Lolland-Falsters Stiftsmuseum (1890–1965)
In den 1880er Jahren wurde erwogen, in Maribo ein Museum der regionalen Geschichte zu etablieren. Dieses Museum wurde 1890 unter dem Namen
Lolland-Falsters Stiftsmuseum eröffnet. Auf Initiative und mit Unterstützung von Carl Jacobsen (1842–1914), dessen Vater, der dänische Industrielle Jacob Christian Jacobsen (1811–1887), bereits Kunstsammler gewesen war, enthielt das Museum im ersten Stock eine Abteilung für Kunst. Dort befanden sich Gipsabdrücke von hauptsächlich in Dänemark entstandenen Skulpturen und geliehene Gemälde, beispielsweise aus dem Bestand der Gemäldesammlung in Statens Museum for Kunst.
Von der Jahrhundertwende und bis in die 1940er Jahre wuchs die Kunstsammlung durch systematische Zukäufe (beispielsweise Gemälde von Skagen- und Fünen-Malern) und durch Schenkungen der Carlsberg-Stiftung (etwa 80 Werke). Bereits in den 1930er Jahren entstanden Pläne für eine Erweiterung der Ausstellungsräume. Im Jahr 1940, anlässlich des 50-jährigen Jubiläums, wurden diese Pläne überarbeitet und Spendengelder gesammelt. Von 1942 bis 1944 wurden nach Entwürfen des Architekten und zweiten Vorsitzenden der Museumsverwaltung Einar Ørnsholt (1887–1978) der Anbau einer großen Galerie und vier kleinerer Ausstellungsräume sowie einiger Funktionsräume für die Museumsangestellten realisiert.

### Lolland-Falsters Kunstmuseum (1966–1989)
1965 wurde in Dänemark ein Kulturministerium etabliert, das per Erlass kleineren Museen in der Provinz staatliche Zuschüsse für Ankäufe und Unterhalt zusprach. Im Rahmen dieser neuen staatlichen Kulturförderung erhielt das Museum 1966 eine neue Leitung unter Henrik Hertig (1915–2007) und wurde als Lolland-Falsters Kunstmuseum neu aufgestellt. Unter Hertig, einem geschäftstüchtigen Kunstliebhaber, der bis 1979 im Amt blieb, wurde vor allem die Sammlung von Zeichnungen vergrößert.
In der das ursprüngliche Museum mit dem Neuanbau verbindenden Säulengalerie entwarf die Innenarchitektin Rigmor Andersen (1903–1995) in den folgenden Jahren einen Grafiksaal, dessen Vorbild die Königliche Kupferstichsammlung (Det Kongelige Kobberstiksamling) in Statens Museum for Kunst war. Die Einweihung dieses Raums, der zum Schutz der Grafiken nicht durch Tageslicht erhellt wurde und in dem die Zeichnungen in speziell entworfenen Schaukästen aus Eichenholz gezeigt wurden, erfolgte 1970.
1979 wurde mit dem damals 34-jährigen Claus Ohlsen erstmals ein Kunsthistoriker Leiter des Kunstmuseums. Mit einem relativ geringen Budget erwarb Olsen vor allem Gegenwartskunst bereits etablierter Maler und dänischer Nachwuchskünstler.
Im Jahr 1984 vermachte der Kunstsammler Erik C. Mengel (1908–1983) dem Museum seine Kunstsammlung mit 166 Werken – hauptsächlich Gemälde, einige Skulpturen und Zeichnungen – aus der Zeit von 1940 bis 1960, wodurch das Museum eine Ergänzung der dänischen Interpretationen von abstraktem Expressionismus, Naturalismus, Surrealismus und konstruktiver Kunst erhielt.
Als 1970 die dänischen Kommunen reformiert und vergrößert wurden, dehnte das Kunstmuseum Lolland-Falster seinen Wirkungskreis 1974 auf das neu geschaffene Storstrøms Amt aus. Auf Claus Olsen folgte 1987 der 35-jährige Kunsthistoriker Nils Ohrt.

### Storstrøms Kunstmuseum (1989–2007)
Schließlich wurde das Museum 1989 auch in Storstrøms Kunstmuseum umbenannt. Kunstankäufe wurden seltener; wenn sie erfolgten, dann in größeren Kampagnen. Unter Ohrt wurden der Sammlung Gemälde aus dem letzten Drittel des 19. Jahrhunderts hinzugefügt. Im Rhythmus von zwei bis drei Jahren erfolgten Sonderausstellungen junger Künstler aus der Region.
In den 1990er Jahren wurde die finanzielle Situation immer schwieriger, und Ohrt verließ 1995 den Direktorposten. Ende 1996 übergab die Museumsverwaltung die Leitung an Anne Højer Petersen, die gerade ihr Studium der Kunstgeschichte abgeschlossen und als Beraterin für das Museum zu arbeiten begonnen hatte. Die Belegschaft bestand zu diesem Zeitpunkt nur noch aus der Direktorin, einem Kurator und einer Sekretärin. In der Folge wurden Sonderausstellungen seltener.
In den folgenden Jahren wurden Spendenaktionen zur Förderung der Forschung durchgeführt, Kooperationen mit anderen Museen etabliert (beispielsweise mit dem Fünen Kunstmuseum und dem Städtischen Museum Odense), Publikationen über das Museum geschrieben und neue Ausstellungen organisiert, die sich themenübergreifend nicht nur auf den künstlerischen Aspekt konzentrierten. Speziell die Ausstellung Himlens spejl – skyer og vejrlig i dansk maleri 1770–1880  (Der Spiegel des Himmels – Wolken und Wetter in der dänischen Malerei 1770–1880) erregte großes Interesse und wurde im Herbst 2003 auf Initiative der Königlich-dänischen Botschaft in Paris im Maison du Danemark ausgestellt, wodurch sich auch Kontakte mit der Leitung des Louvre und der des Musée d’Orsay ergaben.
Weitere internationale Ausstellungen folgten, beispielsweise 2006 im Berliner Bröhan-Museum zum Werk von Johan Rohde (1856–1935).
2005 konnte die Kuratorenstelle mit erzieherischem Auftrag voll besetzt werden und es kam eine weitere Kunsthistorikerin hinzu, die für die Katalogisierung der Kunstwerke zuständig war. Dies wurde besonders wichtig, als die dänische Kulturerbe-Behörde (Kulturarvsstyrelsen) 2007 das elektronische Registrierungs- und Kommunikationssystem Regin Kunst obligatorisch einführte, das die landesweite Registrierung von kunsthistorischen Informationen erforderte und den Informationsaustausch darüber ermöglichte.

## Ausstellungen, Forschung und weitere Aktivitäten
Das Fuglsang Kunstmuseum zeigt jährlich verschiedene thematische Sonderausstellungen, die aus den dort vorhandenen Werken zusammengestellt werden.
Mitarbeiter des Museums führen eigene Forschungsprojekte in Kooperation mit anderen Museen durch, beispielsweise mit dem Ribe Kunstmuseum, mit dem das Fuglsang Kunstmuseum eine strategische Partnerschaft für die Jahre 2011 bis 2014 einging. Im Februar 2009 beschlossen Gertrud Oelsner, Kuratorin des Fuglsang Kunstmuseums, und Karina Lykke Grand, Kuratorin des Skovgaard Museums, ein gemeinsames Forschungsprojekt, um das Gesamtwerk Skovgaards zu erfassen und seine Pionierleistung in der dänischen Landschaftsmalerei und seine Bedeutung im Goldenen Zeitalter darzulegen und zu interpretieren. Weitere Partner in der Kunstforschung sind Universitäten, Verlage und andere Institutionen.